# Фара-Вічентіно
Фара-Вічентіно (італ. Fara Vicentino, вен. Fara Vicentino) — муніципалітет в Італії, у регіоні Венето, провінція Віченца.
Фара-Вічентіно розташована на відстані близько 440 км на північ від Рима, 70 км на північний захід від Венеції, 21 км на північ від Віченци.
Населення — 3888 осіб (2014).
Щорічний фестиваль відбувається 24 серпня. Покровитель — святий Варфоломій Apostolo.

## Демографія
Населення за роками:

Станом на 1 січня 2023 року в муніципалітеті офіційно проживало 159 іноземців з 32 країн, серед них 54 громадяни країн Євросоюзу та 7 громадян України.

## Сусідні муніципалітети
- Бреганце
- Луго-ді-Віченца
- Мазон-Вічентіно
- Мольвена
- Сальчедо
- Сарчедо
- Цульяно